# Игналина
Игналина́ (лит. Ignalina) — город в Утенском уезде Литвы, административный центр Игналинского района. Имеет статус курортной территории.
Через город проходит Петербурго-Варшавская железная дорога, в городе есть Литовский центр зимних видов спорта.
Закрытая в 2009 году Игналинская атомная электростанция находится не в Игналине, а в 10 км от Висагинаса, на берегу озера Друкшяй — до Игналины оттуда примерно 35 км.
В районе более 200 озёр, которые очаровывают не только приезжих, но и местных.
В 1989 году в городе жило 6 872 жителя, в 2020 году — 4 836 жителя.
В сентябре 2018 года Игналина стала первым литовским городом, реновировавшим все многоквартирные типовые дома советской эпохи.
Название города — в польском языке Ignalino (Игналино), а в литовском языке Ignalina — появилось в тридцатые годы XIX века, когда местный помещик Игнаций Каменский своим именем назвал небольшой фольварк на берегу озера Гавис (Gavys). В местном литовском наречии имя Игнаций произносилось Ignalis (Игналис). По другой версии название города образовано от финского форманта -linna «замок, укрепление», распространенного в Прибалтике и Финляндии (Вастселинна, Хаменлинна, Савонлинна и др.), в сочетании с корневой частью патронимического происхождения.
В Литве всего же было около 10 фольварков с таким названием, тоже названных по имени местных помещиков — в XVIII–XIX веках среди помещиков в Литве было модно называть фольварки своим именем.

## Население
| 2001  | 2002  | 2003  | 2004  | 2005  | 2006  | 2007  | 2008  | 2009  | 2010  | 2011  | 2012  |
| ----- | ----- | ----- | ----- | ----- | ----- | ----- | ----- | ----- | ----- | ----- | ----- |
| 6584  | ↗6590 | ↘6574 | ↘6454 | ↘6410 | ↘6353 | ↘6311 | ↘6268 | ↘6165 | ↘6115 | ↘6002 | ↘5861 |
| 2013  | 2014  | 2015  | 2016  | 2017  | 2018  | 2019  | 2020  | 2021  | 2022  | 2023  |       |
| ↘5772 | ↘5702 | ↘5638 | ↘5518 | ↘5261 | ↘5049 | ↘4933 | ↘4837 | ↗5106 | ↘4989 | ↗4998 |       |

## Известные уроженцы и жители
- Бубнис, Арунас (род. 1961) — литовский историк и архивист.
- Диана Расимовичюте (р.1984) — литовская биатлонистка, двукратная серебряная призёрка чемпионата Европы 2010 года.

## Города-побратимы
- Дания: Хелле
- Германия: Бюрен
- Латвия: Даугавпилс
- Норвегия: Конгсвингер
- Норвегия: Норд Одаль
- Польша: Сероцк
- Чехия: Прахатице

## Галерея
- Администрация города
- Дом культуры и спорта
- Вокзал
- Вокзальные часы
- Водонапорная башня